# GoNNER
Gonner es un videojuego de género «roguelike» desarrollado por Art in Heart y publicado por Raw Fury Games. Salió a la venta el 12 de octubre de 2016 para Microsoft Windows, macOS y SteamPLAY. Se ha anunciado también una versión para Nintendo Switch, que saldrá a la venta el 8 de junio de 2017 en América del Norte y el 1 de junio de 2017 en Europa y Australasia. El juego se ha descrito como una versión "shooter" de Spelunky.

## Desarrollo
GoNNER se presentó en la Penny Arcade Expo 2016. Se lanzó el 12 de octubre de 2016 en Steam y GOG.com, y el 13 de octubre en Humble Store.

## Recepción
GoNNER recibió comentarios positivos de la crítica. Adam Smith, del blog británico Rock, Paper, Shotgun indicó que jugarlo «era una delicia absoluta». Preston Dozsa, de Hooked Gamers, otorgó al juego una calificación de 8.5/10 e indicó que, en su opinión, GoNNER no era un juego para todos los públicos debido a la alta frecuencia de muertes, aunque continuó diciendo que «para aquellos que perseveran, GoNNER es una experiencia gratificante, desafiante que es una maravilla para jugar».